# Jan Strooker
Jan Rustom Strooker (Rangoon, Birma, 29 september 1932 – Houten, 16 augustus 2014) was een Nederlandse hoogleraar wiskunde aan de Universiteit Utrecht, die zich bezighield  met de studie van de algebraïsche K-theorie en homologische vermoedens.
Strooker werd geboren in 1932 in Rangoon. Hij bezocht het Stedelijk Gymnasium in 's-Gravenhage, maar deed in 1950 het eindexamen gymnasium β in Glion sur Montreux in Zwitserland. Daarna ging hij wiskunde  studeren aan de Universiteit van Leiden. Hij raakte geïnteresseerd in algebra door de colleges van Kloosterman en studeerde in 1959 af in de wiskunde en taalwetenschap. Na zijn afstuderen ging hij voor twee jaar naar Amerika en verdiepte zich verder in de algebra aan de Harvard-universiteit en de Brandeis-universiteit bij onder meer Auslander en Takahashi. Hierna werd Strooker medewerker bij de Universiteit Utrecht en promoveerde daar op 12 april 1965 bij T. A. Springer op het proefschrift Faithfully projective modules and clean algebras. In 1980 werd hij in Utrecht benoemd tot hoogleraar in de algebra, en bleef daar tot zijn emeritaat in 1997.
Strooker was de broer van Shireen Strooker.

## Publicaties
- Faithfully projective modules and clean algebras. Leiden, 1965 (proefschrift).
- Commutatieve Noetherse ringen. College 2de semester 1966-1967. Utrecht, 1967.
- Inleiding categoriën en homologische algebra, college van J.R. Strooker 1e semester 1968/1969. Utrecht, 1970.
- An application of algebraic K-theory to algebraic geometry. [Buenos Aires], 1971.
- Introduction to Categories, Homological Algebra, and Sheaf Cohomology. Cambridge/New York, Cambridge University Press, 1978 [Gebaseerd op lezingen gehouden op de Rijksuniversiteit Utrecht in 1968/1969]; herdrukt in 2009, ISBN 978-0521095259
- Homological questions in local algebra. Cambridge [etc.], Cambridge University Press, 1990, ISBN  978-0511629242